# ZAVNOBiH
Con l'acronimo ZAVNOBiH (dal serbocroato: Zemaljsko antifašističko vijeće narodnog oslobođenja Bosne i Hercegovine) si indica il Consiglio Antifascista di Stato per la Liberazione Popolare della Bosnia-Erzegovina, il più alto organo di governo partigiano della Bosnia ed Erzegovina di cui rappresentava le forze di resistenza all'interno dell'AVNOJ. Il suo presidente era Vojislav Kecmanović.
Elenco cronologico delle sedute dello ZAVNOBiH:
- I seduta: il 25 novembre 1943 a Mrkonjić Grad
- II seduta: il 30 giugno 1944 a Sanski Most.
- III seduta: il 26 aprile 1945 a Sarajevo.